# Eemil Halonen

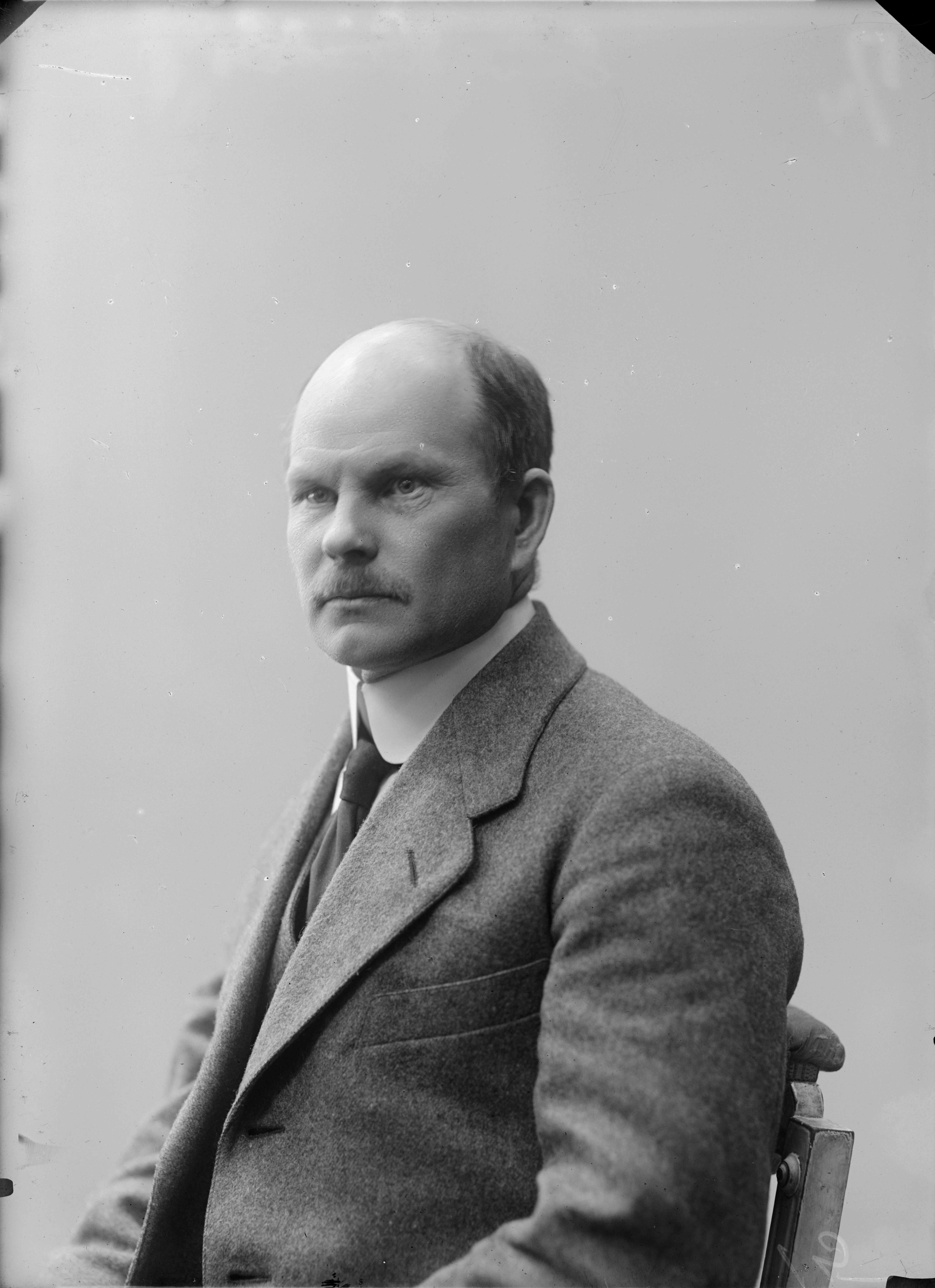
Eemil Halonen

Eemil Halonen (* 21. Mai 1875 in Lapinlahti; † 5. November 1950 in Helsinki) war ein finnischer Bildhauer. Sein Vetter war der Künstler Pekka Halonen (1865–1933).
Halonen zählt heute zu den bedeutendsten Bildhauern Finnlands. Er widmete sich in seinen Werken häufig der Darstellung weiblicher Charaktere aus dem finnischen Nationalepos Kalevala. Zu seinen bekanntesten Werken im öffentlichen Raum zählt aber eine Skulptur der finnischen Frauenrechtlerin Minna Canth in der Stadt Kuopio, die im Jahr 1937 enthüllt wurde.
Nach seinem Kunststudium an der Kuvataideakatemia in Helsinki und nach mehreren Reiseunternehmungen nach Russland, Frankreich und Italien, wirkte er bis zu seinem Tod hauptsächlich in Helsinki. Sein Wohnhaus und Atelier befand sich im Helsinkier Stadtteil Kallio.
In seinem Geburtsort Lapinlahti befindet sich das Halonen-Museum, in welchem einige seiner Werke ausgestellt sind. Das Museum wurde 1974 eröffnet.